# Fanlac
Fanlac település Franciaországban, Dordogne megyében. Lakosainak száma 137 fő (2022. január 1.). Fanlac Bars, Thonac, Auriac-du-Périgord, Montignac-Lascaux, Plazac és Saint-Léon-sur-Vézère községekkel határos.

## Népesség
A település népességének változása:
| Lakosok száma | 170  | 147  | 158  | 142  | 128  | 131  | 139  | 138  | 143  | 137  |
|               | 1968 | 1982 | 1990 | 2006 | 2013 | 2015 | 2017 | 2019 | 2020 | 2022 |